# ایداتن
ایداتن، پنجاه و هشتم سری از مجموعه تلویزیونی تایگا ان‌اچ‌کی است. در این مجموعه ناکامورا کانکورو ششم و سادائو آبه به ترتیب در نقش یک دونده ماراتون بنام شیزو کاناکوری و رئیس کمیته المپیک ژاپن ماساجی تاباتا، نقش ایفا می‌کنند. بخش از موضوع این مجموعه به بازی‌های المپیک تابستانی ۱۹۶۴ اختصاص دارد.